# Autoportrait mou avec du lard grillé
Pour les articles homonymes, voir Autoportrait (homonymie).
Autoportrait mou avec du lard grillé est une huile sur toile de Salvador Dalí peinte en 1941 à New York et exposée au Théâtre-musée Dalí de Figueres. La toile mesure 61 × 51 cm.

## Description
Sur un socle en pierre gravé en style romain « soft self portrait », repose une forme de tête humaine déformée faite dans une pâte brune coulante. L'ensemble est soutenu par diverses béquilles, destinées à soutenir une « malformation crânienne ». Une seule béquille ne soutien rien : celle de l’œil droit.
Des éléments rappellent que la figure est un autoportrait et donc représente Dalí : on note la moustache en croc, la forme des sourcils, la bouche fine. Au côté de la tête coulante et du cou, sur la pierre dure reposent un élément dont le titre nous indique qu'il s'agit de lard grillé. L'ensemble est rapproché de la Prémonition de la guerre civile où une figure chimérique est disposée à côté d'éléments comestibles.
La lumière vient de face, on peut observer au centre de la peinture un visage déformé et « mou », les yeux du personnage sont vides. Les couleurs utilisées pour cet autoportrait sont dans les tons marrons (donc couleurs chaudes).

## Interprétation
D'après son auteur, ce portrait est un « autoportrait antipsychologique » où, au lieu de représenter l'intérieur, la psychologie, il s'est attaché à représenter l'extérieur, un « gant de moi-même »